# Розен Андрій Євгенович

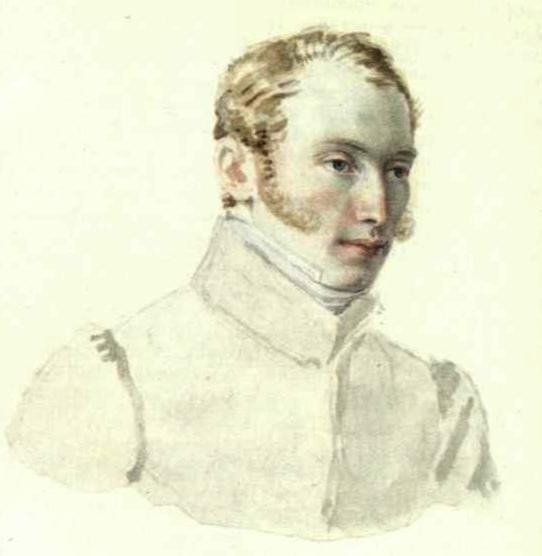
Розен А.Є.1832 рік. Акварель Бестужева М.О.

Барон Андрій Євгенович Розен (Андреас Герман Генріх фон Розен) (рос. Барон Андрей Евгеньевич Розен, нім. Andreas Hermann Heinrich Baron von Rosen;3 листопада 1799 — 19 квітня 1884) — російський офіцер, поручик лейб-гвардії Фінляндського полку, декабрист.

## Біографія
Народився в маєтку Ментак Естляндськой губернії. Лютеранин. Батько - барон Євген-Октав-Август фон Розен (1759 - 26 січня 1834), колишній манріхтер, жив у Ревелі, за ним в Естляндской губернії 900 душ, які до 1826 року були продані, і він перебував у «обмеженому положенні»; мати - Варвара Елен Сталь фон Голштейн (1768-1826). Виховувався в Нарвському народному училищі з 1812 року, вступив до 1 кадетський корпус - 1815 року, випущений прапорщиком у лейб-гвардії Фінляндський полк - 20 квітня 1818 року, підпоручик - 14 лютого 1820 року, поручик - 7 серпня 1823 року, полковий ад'ютант при В.М. Шеншин - 1822 рік. 
Членом таємних товариств декабристів не був, був присутній на нарадах членів Північного товариства 11 і 12 грудня 1825 року у декабристів М.П. Рєпіна і Є.П. Оболенського. Учасник повстання на Сенатській площі. 
Заарештований вдень 15грудня 1825 року за розпорядженням полкового командира і відправлений до полкової варти Кавалергардського полку, переведений на головну гауптвахту – 25 грудня, переведений у Петропавловську фортецю - 5 січня 1826 року. Засуджений по V розряду і по конфірмації 10 липня 1826 року засуджений до каторжних робіт на 10 років, термін скорочений до 6 років - 22 серпня 1826 року. Відправлений з Петропавлівської фортеці до Сибіру - 5 лютого 1827 року. Доставлений в Читинський острог - 22 березня 1827 року, прибув в Петровський завод у вересні 1830 року. Після відбуття терміну звернений на поселення в місто Курган Тобольської губернії. Прибув в Курган - 19 вересня 1832 року. 
За височайшим повелінням 21 червня 1837 року переведений рядовим на Кавказ. Виїхав з Кургану 6 вересня 1837 року, прибув до Тіфлісу - 10 листопада 1837 року і зарахований у мінгрельській єгерський полк (Білий Ключ), в січні 1838 року переведений в 3 лінійний кавказький батальйон (П'ятигорськ). Через хворобу звільнений від військової служби рядовим з дозволом жити під суворим наглядом безвиїзно на батьківщині в Естляндской губернії в маєтку брата біля Нарви - 14 січня 1839 року. У 1855 році дозволено виїхати до старшого сина до Ізюмського повіту Харківської губернії. 11 квітня 1855 року звільнений від нагляду з забороною в'їзду в столиці. За амністією 26 серпня 1856 року відновлений в колишніх правах, після 1861 року жив у маєтку Кам'янка Ізюмського повіту і був два триріччя мировим посередником. Помер у с. Вікнини того ж повіту.
Дружина (з 19 квітня 1825 року) - Малиновська Ганна Василівна, пішла за чоловіком у Сибір.

## Мемуарист
Автор мемуарів. У 1869 році з'явилися в німецькому перекладі в Лейпцигу його "Записки", під заголовком: "Aus den Memoiren eines Russischen Dekabristen" ("З мемуарів російського декабриста"), того ж року перекладені англійською. Рідною мовою барона була німецька, але за період життя в Сибіру він відвик од неї й написав свої мемуари російською. Цей оригінал у Росії був допущений тільки в витягах, надрукованих у "Вітчизняних Записках" за 1876 рік і "Біржових Відомостях" за 1869 рік. Розен пише в них про своє виховання, військову службу, останні роки царювання Олександра I, таємні товариства, слідство і своє життя до 1839 року. З 1870 року він став поміщати статті та спогади в " Русской Старине ".